# 大衛·丹森
大衛·拉蒙特·丹森（David Lamont Denson，1995年1月17日—）是一位效力於美國職棒小聯盟密爾瓦基釀酒人美國職業棒球一壘手和外野手。2015年丹森成為美國職業棒球大聯盟組織中第一位出櫃的現役球員。

## 外部連結
- 球員資訊和成績在The Baseball Cube ，Baseball Reference (Minors) （英文）